# Dari Couspate
Dari Couspate est une entreprise agroalimentaire marocaine fondée en 1995 par Mohamed Khalil. Elle est le premier exportateur mondial de couscous et produit également des pâtes alimentaires. Dari Couspate est leader marocain de son secteur d'activité. 

## Historique

### Création et développement
L'entreprise est fondée par Mohamed Khalil en 1995. Il réunit pour cela 22 millions de dirhams marocains, achète un terrain de 3 200 m2 et crée Dari Couspate. Il est aidé par l'Agence française de développement. L'entreprise met en place deux lignes de production, une dédiée au couscous, l'autre aux pâtes alimentaires, et embauche 12 salariés. La marque fait son apparition sur le marché marocain en 1995 et se développe à l'étranger à partir de la fin des années 1990.
En 2005, Dari Couspate compte 80 salariés et son chiffre d'affaires est passé de 7 millions de dirhams à 120 millions. La société revendique alors représenter 27 % des parts de marché au Maroc. Elle produit alors 20 000 tonnes de denrées alimentaires, dont 10 % sont destinées à l'export. L'entreprise exporte en 2017 15 à 20 % de sa production de semoule pour couscous vers l'Afrique de l'Ouest, et cherche à développer ce marché. L'entreprise de Mohamed Khalil fonde son succès, selon La Vie éco, sur sa stratégie « d’anticiper et de se développer sans relâche », tout en restant concentré sur le secteur d'activité qu'il maîtrise : la production de pâtes alimentaires, de couscous de semoule de blé et le couscous à base d'orge,. Elle lance en 2019 une gamme de produits biologiques.

### Implantation à l'international
En 2020, Dari Couspate inaugure sa troisième unité de production à Salé, au Maroc, pour un montant de 92 millions de dirhams. Ses trois usines sont situées dans la ville. En 2022, la société fonde la filiale Dari Foods International et rachète une usine de production en Belgique, dans le but de s'implanter sur me marché international. En 2023, lors du Salon international de l'agriculture au Maroc, Dari Couspate reçoit le prix de la qualité, qui récompense notamment sa production de couscous et de pâtes alimentaires. L'entreprise est par ailleurs cotée à la Bourse de Casablanca. Elle est le premier exportateur mondial de semoule pour couscous et produit 130 000 tonnes de nourriture par an. Les produits de marque Dari sont vendus sur tous les continents, dans 60 pays, par d'importantes chaînes de grande distribution (Carrefour, Auchan, Leclerc). L'exportation représente 25 % du chiffre d'affaires de l'entreprise.
En 2022, toutefois, le groupe est victime d'un ralentissement de sa croissance en raison de la crise alimentaire et de l'inflation des prix des matières premières. Le chiffre d'affaires s'élève à 781,5 millions de dirhams, en hausse de 12 % , mais le résultat net baisse de 53 %, à 19,87 millions de dirhams. La situation se redresse cependant en 2023, avec un chiffre d'affaires et des performances opérationnelles et financières en nette amélioration.
En février 2024, dans le cadre de la guerre à Gaza et de la crise humanitaire à Gaza, la marque est visée par une campagne de boycott. Elle est accusée d'être partenaire d'entreprises israéliennes et de commercialiser ses produits dans les grandes surfaces de l'État hébreu,. L'entreprise dément être liée à toute société israélienne ou avoir signé le moindre contrat de partenariat. Elle admet avoir commercialisé ses produits en Israël et affirme que « les produits DARI ont été importés en faibles quantités sur le marché israélien [...] dans l’objectif de répondre à la demande des consommateurs attachés au Maroc et à ses traditions ».